# Batalla de la isla Rennell
La batalla de la isla Rennell (en japonés: レンネル島沖海戦) se desarrolló entre el 29 y el 30 de enero de 1943, y fue el último de los más grandes enfrentamientos navales entre la Armada de los Estados Unidos y la Armada Imperial Japonesa durante la Campaña de Guadalcanal, parte de la Campaña de las Islas Salomón, durante la Segunda Guerra Mundial. La batalla tuvo lugar en el Pacífico Sur entre la isla Rennell y Guadalcanal al sur de las islas Salomón.
En la batalla, los bombarderos japoneses, tratando de brindar protección a la inminente evacuación de las fuerzas japonesas en Guadalcanal, realizaron varios ataques durante dos días a los buques de guerra estadounidenses que operaban como un grupo de trabajo (Task Force) al sur de Guadalcanal. Además de acercarse a Guadalcanal con el objetivo de enfrentarse a cualquier buque japonés que pueda entrar en su rango, la Task Force estadounidense estaba brindando protección al convoy de buques de transporte aliados que transportaba soldados de reemplazo a Guadalcanal.
Como resultado de los ataques aéreos japoneses a la Task Force, un crucero pesado estadounidense fue hundido, un destructor sufrió graves daños, y el resto de la Task Force se vio obligado a retirarse de la zona sur de las Islas Salomón. En parte debido a su éxito en hacer retroceder a los estadounidenses en esta batalla, los japoneses tuvieron éxito en la evacuación de sus tropas restantes de Guadalcanal el 7 de febrero de 1943, dejando a Guadalcanal en manos de los Aliados y poniendo fin a la batalla por la isla.

## Antecedentes
El 7 de agosto de 1942, las fuerzas aliadas (principalmente estadounidenses) desembarcaron en Guadalcanal, Tulagi, y las islas Florida en las islas Salomón. Los desembarcos en las islas estaban destinados a impedir su uso por los japoneses como bases que amenazaban las rutas de abastecimiento entre los Estados Unidos y Australia, y para garantizar las islas como puntos de partida para una campaña con el objetivo final de aislar la base japonesa en Rabaul mientras al mismo tiempo apoyaría a los Aliados en la campaña de Nueva Guinea. Los desembarcos iniciaron seis meses de enfrentamientos en lo que corresponde a la campaña de Guadalcanal.
El último gran intento por los japoneses para expulsar a las fuerzas aliadas de Guadalcanal y Tulagi fue derrotado en la decisiva Batalla Naval de Guadalcanal a principios de noviembre de 1942. Posteriormente, la Armada Imperial Japonesa, sólo pudo entregar suministros de subsistencia y tropas de relevo a algunas fuerzas del ejército japonés en Guadalcanal. Debido a la amenaza de los aviones aliados con base en el campo Henderson en Guadalcanal, más los cercanos portaaviones estadounidenses, los japoneses repartían estos suministros por la noche, por lo general utilizando un destructor o un submarino, en operaciones que los Aliados llamaron "Tokyo Express". Sin embargo, estos suministros y repuestos no fueron suficientes para mantener a las tropas japonesas en la isla, que desde el 7 de diciembre de 1942, fueron perdiendo alrededor de 50 hombres cada día por malnutrición, enfermedades, y ataques terrestres o aéreos por parte de los Aliados. El 12 de diciembre la armada japonesa propone que se abandone Guadalcanal. A pesar de la oposición inicial de los líderes del ejército japonés, que todavía esperaban eventualmente retomar Guadalcanal de las manos aliadas, el Cuartel General Imperial, con la aprobación del Emperador, el 31 de diciembre de 1942, acordó la evacuación de todas las fuerzas japonesas de la isla y establecimiento de una nueva línea de defensa para las islas Salomón en Nueva Georgia.

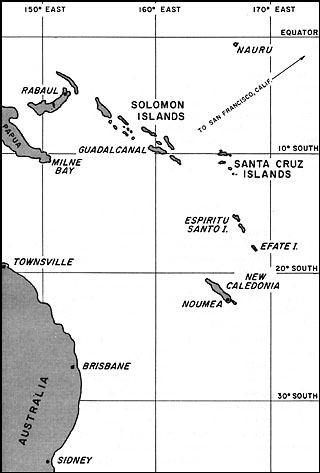
Área del Pacífico Sur en 1942-1943. El convoy de tropas estadounidense y los buques de guerra de la Task Force en dirección a Guadalcanal (centro superior) el 29 de enero de 1943, que provenían de las principales bases aliadas en Espíritu Santo y Efate (centro derecha) y Numea (inferior derecha). La principal base aérea japonesa en la zona de las islas Salomón estaba en Rabaul (superior izquierda).

Los japoneses titularon a los esfuerzos de evacuación de sus fuerzas de Guadalcanal como Operación Ke (ケ号作戦) y planeron ejecutar el inicio de la operación el 14 de enero de 1943. Un elemento importante en el plan de la operación era una campaña de superioridad aérea que empezó el 28 de enero, con el objetivo de inhibir a los aviones o buques de los Aliados a fin de que no perturbaran la fase final de la Operación Ke, la cual era la evacuación efectiva de todas las tropas japonesas en Guadalcanal.
Las fuerzas aliadas malinterpretaron los preparativos de Ke como el comienzo de una nueva ofensiva japonesa para tratar de recuperar Guadalcanal. En este mismo tiempo, el almirante William Halsey, Jr., comandante general de las fuerzas aliadas que particiban en la lucha por Guadalcanal, estaba bajo presión de sus superiores para completar la sustitución de las tropas del 2.º Regimiento de Marina en Guadalcanal, los cuales habían participado en los combates desde los primeros desembarcos en agosto, por nuevas tropas del ejército estadounidense. Halsey esperaba tomar ventaja de lo que creía que era una inminente ofensiva japonesa que expondría fuerzas navales japonesas en una batalla, mientras que al mismo tiempo llegarían los soldados de reemplazo del ejército de Guadalcanal. El 29 de enero, Halsey preparó y envió hacia la zona sur de las islas Salomón a cinco Task Forces de buques de guerra para cubrir el convoy de relevos y enfrentarse a cualquier fuerza naval japonesa que se acercase a sus proximidades. Estos cinco buques incluían dos portaaviones, dos portaaviones de escolta, tres acorazados, 12 cruceros y 25 destructores.
Frente a este conjunto de task forces se encontraba el convoy de tropas ("TG 62.8"), compuesto de cuatro transportes y cuatro destructores. Más adelante del convoy de tropas, entre la isla Rennell y Guadalcanal, estaba un grupo de apoyo cercano llamado Task Force 18 ("TF 18"), al mando del almirante Robert C. Giffen, que consistía en los cruceros pesados USS Wichita, Chicago y Louisville; los cruceros ligeros Montpelier, Cleveland, Columbia, los escoltas Chenango y Suwannee, y ocho destructores. El almirante Giffen daba órdenes al "TF 18" desde el Wichita. Un task force de portaaviones de flota, centrados en el portaaviones USS Enterprise, se ubicó a unos 400 kilómetros (250 millas) por detrás de "TG 62,8" y el "TF 18". Los otros portaaviones de flota y task forces se ubicaron cerca de 240 kilómetros (150 millas) más atrás. El almirante Giffen, junto con su crucero Wichita, y los dos portaaviones de escolta, acababan de llegar al Pacífico después de participar en la Operación Torch de la Campaña en África del Norte. Además, el Chicago acababa de volver al Pacífico Sur, después de completar sus reparaciones de los daños sufridos durante la Batalla de la Isla de Savo casi seis meses antes.

## Batalla

### Preludio

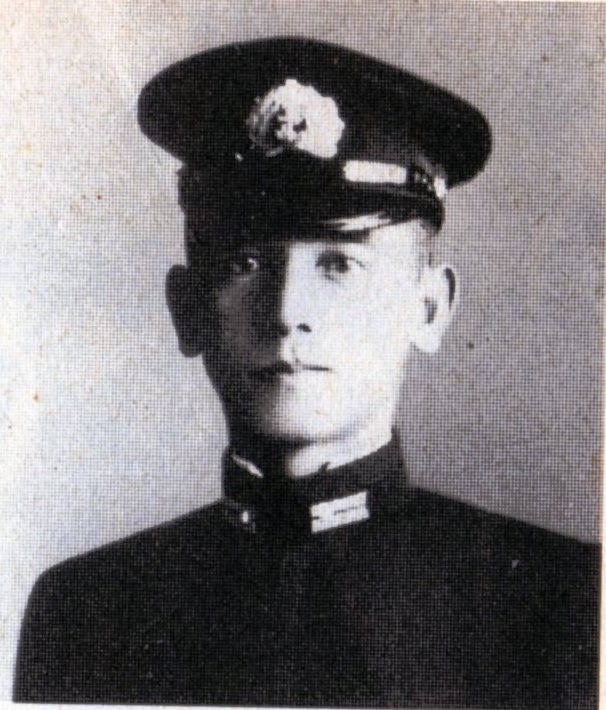
Capitán Juji Higai, comandante del grupo aéreo n°701

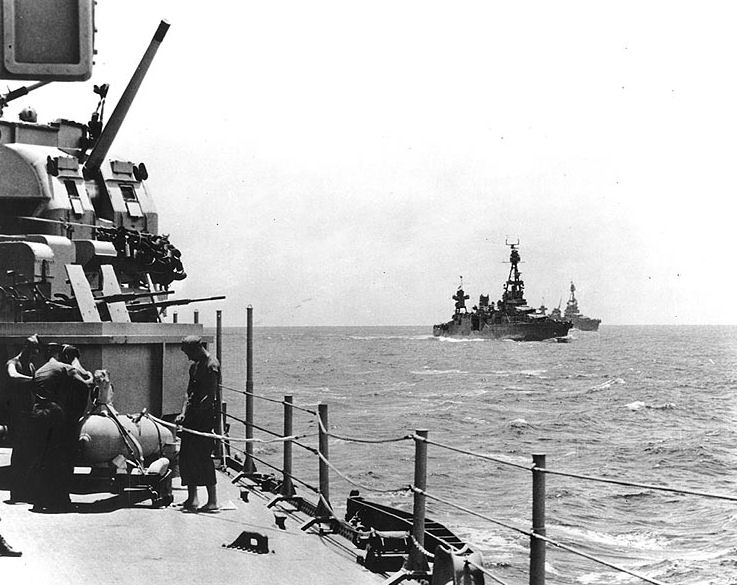
Cruceros estadounidenses de la Task Force 18 rumbo a Guadalcanal el 29 de enero de 1943, pocas horas antes del ataque aéreo nocturno japonés cerca a la isla Rennell. Fotografiado desde el USS Wichita. El USS Chicago está en el centro derecha, con el Louisville a la distancia.

Además de proteger el convoy de tropas, el "TF 18" fue reforzado con una fuerza de cuatro destructores, estacionados en Tulagi, a las 21:00 horas el 29 de enero para llevar a cabo un barrido en el estrecho de Nueva Georgia al norte de Guadalcanal al día siguiente con el objetivo de proteger el desembarque de tropas en Guadalcanal. Sin embargo, los portaaviones de escolta, al mando del comodoro Ben Wyatt, eran demasiado lentos para permitir que las fuerzas de Giffen se reunieran en la cita programada, por lo que Giffen dejó los portaaviones atrás con dos destructores a las 14:00 horas y siguió adelante a 24 nudos (44 km/h). Temeroso de la amenaza de presuntos submarinos japoneses, que la inteligencia aliada indicaba que probablemente estaban en la zona, Giffen preparó a sus cruceros y destructores para una defensa antisubmarina, mientras que no esperaba un ataque aéreo. Los cruceros fueron alineados en dos columnas separadas entre sí 2500 yardas (2300 metros) de distancia. Wichita, Chicago y Louisville, en ese orden, se alineaban  a estribor y el Montpelier, Cleveland, Columbia a babor. Los seis destructores se extendieron a lo largo de un semicírculo de 2 millas (3,2 kilómetros) por delante de las columnas de cruceros.
Las fuerzas de Giffen estaban siendo seguidas por los submarinos japoneses, los cuales informaron de la posición de Giffen y sus movimientos a las unidades de su cuartel general naval. A mediados de la tarde, basándose en los informes de los submarinos, 16 bombarderos Mitsubishi G4M Tipo 1 del Grupo Aéreo 705 ("705AG") y 16 bombarderos Mitsubishi G3M Tipo 96 del Grupo Aéreo 701 ("701AG") despegaron desde Rabaul llevando torpedos para atacar a los buques de Giffen. Un Tipo 96 se volvió por problemas de motor, dejando 31 bombarderos en la fuerza de ataque. El líder de flota aérea de la "705AG" era el teniente Tomō Nakamura y el teniente comandante Joji Hagai comandaba a los aviones de la "701AG".

### Acciones del 29 de enero

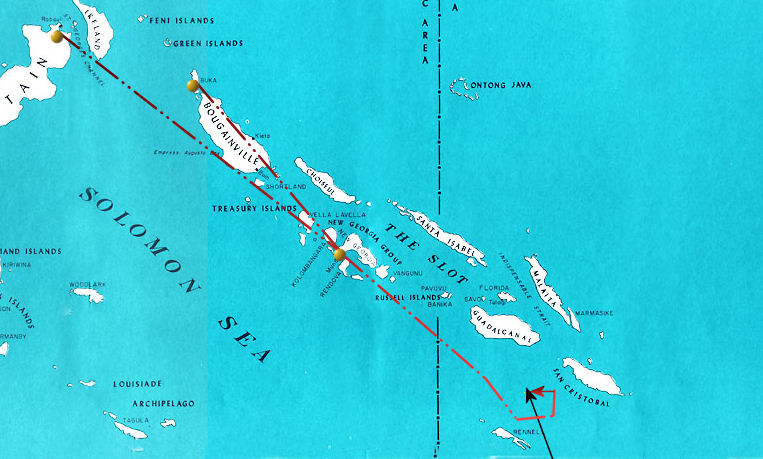
Gráfico del ataque aéreo japonés (línea roja de puntos) a la Task Force 18 (línea de color negro sólido) entre la isla Rennell y Guadalcanal en la noche del 29 de enero.

Al atardecer, como el TF 18 se encaminaba hacia el noreste, 80 kilómetros al norte de la isla Rennell y 160 kilómetros al sur de Guadalcanal, varios de los buques de Giffen detectaron aviones no identificados en el radar, a 100 km al oeste de su formación. Después de haber insistido anteriormente en el silencio de radio absoluto, Giffen no dio órdenes sobre qué hacer con los contactos no identificados, o cualquier otra orden. Con la puesta del sol, la patrulla aérea de combate del TF 18 de las dos compañías escolta volvieron a sus buques por la noche, dejando a los buques de Giffen sin cobertura aérea.
Los contactos del radar eran, en efecto, los 31 bombarderos japoneses que se aproximaban, los cuales rodearon por el sur a la TF 18 a fin de que pudieran atacar desde el este. Desde esta dirección, los aviones japoneses fueron ocultados por el cielo de la noche, pero los barcos de Giffen se descubrían por sus siluetas contra el crepúsculo del horizonte occidental. Los aviones del "705AG" atacaron en primer lugar, a partir de las 19:19. Las aeronaves de Nakamura fallaron con todos sus torpedos y uno fue derribado por fuego antiaéreo de los buques de Giffen.
Creyendo que el ataque había terminado, Giffen ordenó a sus barcos que cesaran el zigzageo y continuaran en dirección a Guadalcanal, en el mismo curso y a la misma velocidad. Mientras tanto, un avión de reconocimiento japonés comenzó a lanzar bengalas para marcar el rumbo y la velocidad de la TF 18, a fin de ayudar con el inminente ataque de los bombarderos de Higai.
A las 19:38, el 701AG atacó, acertando con dos torpedos al Chicago, causándole graves daños y dejándolo a la deriva. Otro torpedo alcanzó al Wichita, pero no explotó, y dos de los bombarderos fueron derribados por fuego antiaéreo, incluido el pilotado por Higai, que fue asesinado. A las 20:08, Giffen ordenó a sus barcos que se dirigieran en sentido contrario, para disminuir su velocidad a 15 nudos (28 km/h), y dejar de disparar sus cañones antiaéreos, lo que logró ocultar sus barcos de los aviones japoneses, los cuales dejaron el área cerca de las 23:35. En la oscuridad, el Louisville logró dar remolque al paralizado Chicago y lentamente se encaminaron hacia el sur, lejos de la zona de batalla, acompañados por el resto de la TF 18.

### Acciones del 30 de enero
El Loisville remolcó al Chicago pero una nueva oleada de Bettys llegó y aunque la mitad fue derribada por los Wildcats del Enterprise y por los cañones antiaéreos, cuatro lograron pasar y dañar al Chicago con 4 torpedos. El Chicago tras recibir los torpedos, explotó y se fue a pique. Los Bettys lograron acertar con un torpedo en el destructor La Valette, causándole daños severos. Los supervivientes del Chicago fueron rescatados por los barcos que estaban a alrededor.
Los resultados fueron 1 crucero pesado hundido y un destructor dañado (para los estadounidenses), y para los japoneses fueron 9 aviones destruidos. Los Wildcats persiguieron a los Bettys, destruyendo a todos menos a dos.

## Lectura adicional
- Roscoe, Theodore (1953 (novena impresión, 1986)). United States Destroyer Operations in World War II. Annapolis, Maryland: Naval Institute Press. ISBN 0-87021-726-7.
- Stafford, Edward P.; Stillwell, Paul (Introducción) (2002). The Big E: The Story of the USS Enterprise. Naval Institute Press. ISBN 1-55750-998-0.